# La guillotina
La guillotina fue un concurso de televisión, emitido por Telecinco en 2010.

## Mecánica
El concurso basado en el formato El legado (original de Argentina, conducido por Jorge Guinzburg en Telefe en 2002) constaba de varias fases sucesivas que debían superar cuatro concursantes que participaban en cada programa.
En el primer juego llamado "Pareja de tres", los jugadores tenían que contestar correctamente apretando el pulsador una palabra-nexo que unía dos términos. En esta fase, se hicieran 10 preguntas y por cada acierto el concursante sumaba 2.000 euros a su marcador. Una vez formuladas todas las cuestiones, el participante que aciertaba el mayor número de respuestas correctas pasaba directamente a la segunda fase y los dos concursantes que hayan acumulado menos dinero se retasaban en un 'duelo' para determinar quien fue en el primer expulsado.
En la segunda fase, llamada "Enigma", los tres concursantes en juego tenían que contestar una serie de preguntas donde venían enunciadas cinco preguntas relativas a un tema común, como el título de una película, una canción, un personaje o una ciudad. En esta ronda, cada respuesta correcta, hacía marcar 2.000 euros y por cada acierto venía desvelada una pista para adivinar el enigma, cuya resolución aportaba 10.000 euros al marcador del concursante que lo formulaba.
En la siguiente fase, llamada "Juego de los anillos" venía dividida la mesa en cuatro casillas que escodaban detrás de una palabra premios en metálico de distintos importes (10.000, 20.000, 30.000 y 40.000 euros). El concursante con mayor importe acumulado en su marcador iniciaba el juego eligiendo una de las casillas y descubriba el importe por el que jugaba. Para ganar el premio, el jugador debía componer un anillo de palabras a partir de la que da nombre a la casilla y seis términos más (cinco correctos y uno 'intruso') en un tiempo limitado. Si el jugador, pronunciaba la palabra 'intrusa' o se excedía en el tiempo, perdía su turno de respuesta.
Tras la resolución de los cuatro anillos, el concursante que había registrado la cifra más alta en su marcador tenía que decidir si se atreve o no a resolver el 'anillo guillotina' o si se lo cede a su adversario. Sólo después de que haya comunicado su decisión se desvelará la palabra con la que empieza el 'anillo' tenía 60 segundos para resolverlo. Si acertaba, pasaba a la final. En caso contrario, venía eliminado y el importe de su marcador pasaba a su adversario, que se enfrentará en solitario a la última fase del juego.
El concursante que llegaba a la final se enfrentaba a "La guillotina", en la que concursaba por el legado acumulado. Una difícil prueba en la que tenía que buscar una palabra. Para hallarla, el concursante contaba con cinco pistas pero durante la que, si no elige bien, podía ver mermado dividiendo por mitades su premio final. Si no acertaba, podía repetir el programa siguiente y enfrentarse a cinco nuevos concursantes.